# ライヴ・イン・ジャパン (ディープ・パープルのアルバム)
ライヴ・イン・ジャパン (Live in Japan）は、イングランドのハードロックバンドであるディープ・パープルが1972年に発表したライブ・アルバム。同年8月に行なわれた初の日本公演の実況録音。欧米ではMade in Japanとして発表された。
「ローリング・ストーン誌が選んだオールタイム・ライヴ・アルバム50」において、32位にランクイン。

## 概要
ロック史上に残るライブ・アルバムの傑作として名高い。当時のディープ・パープルは後に黄金期と呼ばれる第2期のメンバーを擁し、バンドは十分な一体感を持っていた。様々なバンドやミュージシャンが発表した日本公演のライブ・アルバムの先駆けとしても意義深い。
後年、この日本公演の全てのコンサートの全曲をほぼノーカット収録した3枚組アルバム『ライヴ・イン・ジャパン '72完全版』が発売された。

## 制作の経緯
ディープ・パープルは日本公演に際して日本のワーナーパイオニアから、公演を録音してライブ・アルバムを制作したいという申し出を受けた。彼等は乗り気ではなく、同意したものの契約に以下の条件を盛り込んだ。
1. 日本のみでの発売に限り、演奏の状態が悪ければ発売しない。その決定権はディープ・パープル側にある。
2. ディープ・パープル側のスタッフが録音をする。
3. ディープ・パープル側がテープを持ち帰りミックス・ダウンをする。

日本公演は8月15日と16日に大阪フェスティバルホール、17日に日本武道館で開かれた。日本盤のジャケットは17日の日本武道館のステージ上部後方からアリーナ席全体を捉えるショットになっているが、実際には7曲の収録曲の内、5曲が大阪フェスティバルホールで録音された。後にロジャー・グローヴァーは「初日の大阪公演ではレコーディングを気にするあまりに堅い演奏になってしまい、3日目の東京公演ではかなり雑な演奏になってしまった」と語っている。「スモーク・オン・ザ・ウォーター」は2日目と3日目の演奏でリフの部分をミスしたので、初日の演奏が収録された。
録音には日本製の機材が用いられた。演奏も録音状態も予想以上に良かったため、メンバーの同意を得て日本のみで発売された。その後、輸入盤として海外に出回ったので、 Made in Japanに改題されジャケットも変更されて、イギリスで1972年12月、アメリカで1973年4月に発売された。

## 評価
第2期になってからセールス的に低迷していたアメリカでは、ビルボード・チャートで最高6位まで上昇し、プラチナディスクを獲得。知名度の回復に大きく貢献した。本作からシングル・カットされた「スモーク・オン・ザ・ウォーター」も全米4位まで上昇しゴールドディスクを獲得、本作の売り上げに相乗効果をもたらした。
日本は言うに及ばず、本国イギリスやヨーロッパでも好評を博した。

## 収録曲
1. ハイウェイ・スター - "Highway Star" - 6:43（8/16大阪）
2. チャイルド・イン・タイム - "Child in Time" - 12:17（8/16大阪）
3. スモーク・オン・ザ・ウォーター - "Smoke on the Water" - 7:36（8/15大阪）
4. ミュール - "The Mule [Drum Solo]" - 9:28（8/17東京）
5. ストレンジ・ウーマン - "Strange Kind of Woman" - 9:52（8/16大阪）
6. レイジー - "Lazy" - 10:27（8/17東京）
7. スペース・トラッキン - "Space Truckin" - 19:54（8/16大阪）

1998年のリマスター版発売の折に、以下のトラックが追加された。
1. ブラック・ナイト - "Black Night" - 6:17
2. スピード・キング - "Speed King" - 7:25
3. ルシール - "Lucille" - 8:03

### 全演奏曲　収録盤一覧
| 曲目                     | a) Live In Japan | b) Remastered | c) 完全版  | d) Listen Learn Read On |
| ------------------------ | ---------------- | ------------- | ---------- | ----------------------- |
| 1. Highway Star          | 8/16             | 8/16          | 8/15,16,17 |                         |
| 2. Child in Time         | 8/16             | 8/16          | 8/15,16,17 |                         |
| 3. Smoke on the Water    | 8/15             | 8/15          | 8/16,17    |                         |
| 4. The Mule              | 8/17             | 8/17          | 8/15,16    |                         |
| 5. Strange Kind of Woman | 8/16             | 8/16          | 8/15,16,17 |                         |
| 6. Lazy                  | 8/17             | 8/17          | 8/15,16,17 | 8/17                    |
| 7. Space Truckin         | 8/16             | 8/16          | 8/15,16,17 |                         |
| (encore)                 |                  |               |            |                         |
| 8. Black Night           |                  | 8/17          | 8/15       | 8/16                    |
| 9. Speed King            |                  | 8/17          | 8/15       |                         |
| 10. Lucille              |                  | 8/16          |            |                         |

＊コンサートでの曲順は2. Smoke on the Water, 3. Child in Time。最初に発売したLP版の片面収録時間の都合上入れ替えられたと思われる。「完全版」からは曲順が修正されたものが出ている。
- 8/15日(曲1-9)、16日(曲1-8、10) 大阪フェスティバルホール
- 8/17日(曲1-9) 日本武道館

## メンバー
- リッチー・ブラックモア Ritchie Blackmore - ギター
- イアン・ギラン Ian Gillan - ボーカル
- ロジャー・グローヴァー Roger Glover - ベース
- ジョン・ロード Jon Lord - オルガン
- イアン・ペイス Ian Paice - ドラムス

## 付記
- このアルバムはライヴ・アルバムと言うこともあり製作費がわずか3000ドル（当時の日本円で約108万円）で、2枚組であった為に彼等の作品としては印税収入の最も大きなものとなった。
- オリジナル・アルバムの収録曲順は実際の演奏順と異なり、「スモーク・オン・ザ・ウォーター」と「チャイルド・イン・タイム」の順番が入れ替えられた。
- 2008年5月22日、1989年にCD化された際に「スペース・トラッキン」の収録会場が日本武道館であると誤記されていた事が報道された[6][リンク切れ]。
- 公演の全曲は、a.「Live in Japan」、b.「Made In Japan-Remastered」、c.「Live in Japan-'72完全版」、d.「Listen Learn Read On」(輸入盤のみ）の4作品に収録され、一部は他の編集盤でも聴く事が出来る。
- 「Live in Japan-'72完全版」は完全版と謳っているが、収録時間の都合で6曲がカットされている。また、CD-3に収録されているアンコール「Speed King」は8/15大阪の演奏であるのだが、8/17東京の演奏分の最後に収録されているので、紛らわしい編集となっている。
- 「Live in Japan-完全版」は音の定位が変えられている。特にギター音は従来作品の逆のスピーカーの右チャンネルに固定された。客席側から見るとブラックモアは右側でロードは左側なので、実際と同じ定位になった。
- 「ブラック・ナイト」はヨーロッパではシングル「ウーマン・フロム・トーキョー」のシングル（1973年）のB面[7]、アメリカと日本では編集アルバム『ブラック・ナイト=24カラット（英語版）』（1975年）に収録されていた。
- 2014年には "Made in Japan - Limited Edition Super Deluxe Boxed Set" のタイトルの限定盤ボックスセットが発売されている。CD4枚とDVD1枚に、ブックレット、シングル盤レコード1枚が付録として付いている。